# Andreas Ogris
Pour les articles homonymes, voir Ogris.
Andreas Ogris est un footballeur autrichien né le 7 octobre 1964 à Vienne, qui évoluait au poste d'attaquant, principalement à l'Austria Vienne et en équipe d'Autriche.
Il est le frère aîné du footballeur Ernst Ogris.

## Biographie

### En club
Andreas Ogris joue en Autriche, en Espagne, et en Allemagne. Il réalise la majeure partie de sa carrière avec le club de l'Austria Vienne.
Il dispute 331 matchs en première division autrichienne, inscrivant 109 buts, 29 matchs en première division espagnole, marquant quatre buts, et huit matchs en deuxième division allemande, sans inscrire de but. Il réalise sa meilleure performance lors de la saison 1987-1988, où il marque 17 buts en championnat avec l'Austria Vienne. Il remporte cinq titres de champion et trois Coupes avec l'Austria.
Au sein des compétitions européennes, il dispute huit matchs en Ligue des champions, 14 en Coupe de l'UEFA, trois en Coupe des Coupes, et enfin trois en Coupe Intertoto. Il inscrit cinq buts en Ligue des champions, deux en Coupe de l'UEFA, et un en Coupe Intertoto. Le 3 octobre 1984, il marque un doublé lors du premier tour de la Ligue des champions, sur la pelouse de l'équipe maltaise du Valletta FC.

### En équipe nationale
Avec les moins de 20 ans, il dispute la Coupe du monde des moins de 20 ans en 1983. Lors du mondial junior, il joue trois matchs : contre la Tchécoslovaquie, l'Argentine, et la Chine.
Andreas Ogris reçoit 63 sélections en équipe d'Autriche entre 1986 et 1997, inscrivant 11 buts.
Il joue son premier match en équipe nationale le 15 octobre 1986, contre l'Albanie, lors des éliminatoires de l'Euro 1988. Il inscrit un but lors de cette rencontre, pour une victoire 3-0 à Graz.
Il participe avec la sélection autrichienne à la Coupe du monde 1990 organisée en Italie. Lors de cette compétition, il joue trois matchs, inscrivant un but contre les États-Unis.
A 13 reprises, il est capitaine de l'équipe d'Autriche, la première fois en novembre 1990 et la dernière en octobre 1993.
Il reçoit sa dernière sélection le 2 avril 1997, contre l'Écosse, lors des éliminatoires du mondial 1998 (défaite 2-0 à Glasgow).

### Carrière d'entraîneur
Il entraîne l'équipe première de l'Austria Vienne pendant quelques mois, lors de l'année 2015.

## Palmarès

### Avec l'Austria Vienne
- Champion d'Autriche en 1984, 1985, 1991, 1992 et 1993
- Vainqueur de la Coupe d'Autriche en 1990, 1992 et 1994
- Vainqueur de la Supercoupe d'Autriche en 1990, 1991 et 1993

### Distinctions personnelles
- Élu meilleur joueur du championnat d'Autriche en 1990[3]